# Dodona katerina
Dodona katerina is een vlindersoort uit de familie van de prachtvlinders (Riodinidae), onderfamilie Nemeobiinae.
Dodona katerina werd in 2000 beschreven door Monastyrskii & Devyatkin.